# Luca Serianni
Luca Serianni (Roma, 30 ottobre 1947 – Roma, 21 luglio 2022) è stato un linguista e italianista italiano.

## Biografia

### Carriera accademica
Allievo di Arrigo Castellani, si laureò in Lettere con lode nel 1970. Professore ordinario di Storia della lingua italiana presso l'Università degli Studi di Roma "La Sapienza", condusse indagini su vari periodi e aspetti della storia della lingua italiana, dal Medioevo in poi.
Fu autore di una fortunata grammatica. Con Maurizio Trifone curò, a partire dal 2004, il Devoto-Oli. Vocabolario della lingua italiana, opera di cui, dall'edizione del 2017, fu coautore. Con Pietro Trifone curò una Storia della lingua italiana in tre volumi.
Socio dell'Accademia della Crusca, dell'Accademia dei Lincei e della Casa di Dante in Roma, l'11 dicembre 2010 fu nominato quasi all'unanimità vicepresidente della Società Dante Alighieri. Fu anche membro dell'Accademia dell'Arcadia: socio corrispondente dal 1991 e poi ordinario dal 2001 (con il nome arcadico di Virbindo Climenio), negli ultimi anni ricoprì la carica di consigliere del Savio Collegio.
Nel 2002 gli venne conferita la laurea honoris causa in medicina dall'Università di Valladolid.
Fu direttore delle riviste «Studi linguistici italiani» e «Studi di lessicografia italiana».
In pensione dal 2017, il 14 giugno dello stesso anno tenne una lectio magistralis all'Università La Sapienza, dal titolo Insegnare l'italiano nell'università e nella scuola.
Nel 2018 fu eletto Presidente della Fondazione "I Lincei per la Scuola".
Il 6 luglio del 2022 inaugurò il Museo nazionale dell'italiano all’interno della Basilica di Santa Maria Novella, in qualità di animatore e coordinatore scientifico del progetto.

### Morte
Il 18 luglio 2022 fu investito da un'automobile a Ostia, non lontano dalla sua abitazione, mentre attraversava sulle strisce pedonali; ricoverato in coma irreversibile presso l'ospedale San Camillo di Roma, morì tre giorni dopo.
La camera ardente fu allestita presso l'aula magna della Facoltà di Lettere della Sapienza il 25 luglio e le esequie si svolsero il giorno successivo presso la chiesa di Santa Maria Regina Pacis a Ostia.
La salma fu poi trasferita ad Ascoli Piceno e tumulata nella cappella di famiglia.

## Opere
- Norma dei puristi e lingua d'uso nell'Ottocento nella testimonianza del lessicografo romano Tommaso Azzocchi, Firenze, Accademia della Crusca, 1981.
- Grammatica italiana. Italiano comune e lingua letteraria. Suoni, forme, costrutti, con la collaborazione di Alberto Castelvecchi, Torino, UTET, 1988; II ed., 2006.
- Storia della lingua italiana. Il primo Ottocento, Il Mulino, Bologna, 1989.
- Saggi di Storia linguistica italiana, Napoli, Morano, 1989.
- Storia della lingua italiana. Il secondo Ottocento. Dall'Unità alla Prima Guerra Mondiale, Bologna, Il Mulino, 1990, ISBN 978-88-15-02793-1.
- Italiano. Grammatica, sintassi, dubbi[22], con Alberto Castelvecchi. Glossario di Giuseppe Patota, Milano, Collezione Le Garzantine, Milano, Garzanti, 1997-2012.
- Lezioni di grammatica storica italiana, Roma, Bulzoni, 1998.
- Introduzione alla lingua poetica italiana, Roma, Carocci, 2001.
- Viaggiatori, musicisti, poeti. Saggi di storia della lingua italiana, Collana Saggi, Milano, Garzanti, 2002, ISBN 978-88-11-59735-3.
- Italiani scritti, Bologna, Il Mulino, 2003 (2007²), III ed., 2012.
- Un treno di sintomi. I medici e le parole: percorsi linguistici nel passato e nel presente, Collana Saggi, Garzanti, Milano, 2005, ISBN 978-88-11-59710-0.
- L. Serianni-Giuseppe Antonelli, Italiano: istruzioni per l'uso. Storia e attualità della lingua italiana, Collana Campus, Milano, Bruno Mondadori, 2006, ISBN 978-88-424-9970-1.
- Prima lezione di grammatica, Collana Universale.Prime lezioni, Roma-Bari, Laterza, 2006.
- La lingua poetica italiana. Grammatica e testi, Collana Aulamagna, Roma, Carocci, 2009-2018, ISBN 978-88-430-9132-4.
- L. Serianni-Giuseppe Benedetti, Scritti sui banchi. L'italiano a scuola tra alunni e insegnanti, Roma, Carocci, 2009-2015.
- L'ora d'italiano, Scuola e materie umanistiche, Collana Il nocciolo, Roma-Bari, Laterza, 2010, ISBN 978-88-420-9382-4.
- L. Serianni-Giuseppe Antonelli, Manuale di linguistica italiana. Storia, attualità, grammatica, Pearson, 2017  [Bruno Mondadori, 2011], ISBN 978-88-919-0332-7.
- Italiano in prosa, Franco Cesati Editore, 2012, ISBN 978-88-7667-420-4.
- Leggere, scrivere, argomentare. Prove ragionate di scrittura, Collana I Robinson.Letture, Roma-Bari, Laterza, 2013, ISBN 978-88-581-0663-1.
- Storia dell'italiano nell'Ottocento, Collana Manuali, Bologna, Il Mulino, 2013, ISBN 978-88-15-24580-9.
- Prima lezione di storia della lingua italiana, Collana Universale, Roma-Bari, Laterza, 2015, ISBN 978-88-581-1737-8.
- Parola, Collana Upm, Bologna, Il Mulino, 2016, ISBN 978-88-15-26360-5.
- L. Serianni-Lucilla Pizzoli, Storia illustrata della lingua italiana, Collana Le sfere, Roma, Carocci, 2017, ISBN 978-88-430-8935-2.
- Per l'italiano di ieri e oggi, Collezione di Testi e di Studi, Bologna, Il Mulino, 2018, ISBN 978-88-15-27432-8.
- L'italiano. Parlare, scrivere, digitare, Con un saggio di Giuseppe Antonelli, Collana Voci, Roma, Treccani, 2019, ISBN 978-88-12-00751-6.
- Il sentimento della lingua. Conversazione con Giuseppe Antonelli, Collana Intersezioni, Bologna, Il Mulino, 2019, ISBN 978-88-15-28514-0.
- Il verso giusto. 100 poesie italiane, Collana I Robinson. Letture, Roma-Bari, Laterza, 2020, ISBN 978-88-581-4239-4.
- Le mille lingue di Roma, Collana Grande come una città, Roma, Castelvecchi, 2021, ISBN 978-88-329-0298-3.
- Parola di Dante, Collana Intersezioni, Bologna, Il Mulino, 2021, ISBN 978-88-152-9314-5.

### Pubblicazioni postume
- Insegnare l'italiano nell'università e nella scuola, Presentazione di Valeria Della Valle, Collana Civitas, Roma, Edizioni di Storia e Letteratura, 2023, ISBN 978-88-935-9737-1.
- Fare storia della lingua. Scritti per Treccani sull'italiano e la scuola, a cura di Giuseppe Patota, Collana Biblioteca enciclopedica, Roma, Treccani, 2023, ISBN 978-88-120-1093-6.